# Теорія Редже
Теорія Редже (метод полюсів Редже, метод комплексних кутових моментів) — метод описання та дослідження розсіяння елементарних частинок в квантовій механіці та квантовій теорії поля, що ґрунтується на формальному аналітичному продовженні парціальних амплітуд з області фізичних значень моменту імпульсу {\displaystyle M=\hbar \ell ,\ell =0,1,2,\ldots } в область комплексних значень {\displaystyle \ell }. Метод запровадив італійський фізик Туліо Редже при вивченні аналітичних властивостей квантовомеханічної амплітуди розсіяння.

## Суть теорії Редже
Теорія Редже виникла при дослідженні потенціального розсіювання в квантовій механіці. Основна ідея полягала в тому, що квантові числа кутового моменту в загальному випадку можуть набувати комплексних значень, тоді парціальну амплітуду {\displaystyle a_{\ell }(k)} інтерполюють до функції {\displaystyle a(\ell ,k)}, яка для цілих значень {\displaystyle \ell } збігається з {\displaystyle a_{\ell }(k)}. Для певного типу потенціалів (наприклад, юкавського потенціалу) сингулярності {\displaystyle a(\ell ,k)} виявляються простими полюсами (полюси Редже), що змінюють місце знаходження в комплексній площині кутового моменту зі зміною енергії. Їхнє розташування визначається зі співвідношення {\displaystyle \ell =\alpha (k),} де {\displaystyle \alpha (k)} — функція енергії, що називається траєкторією Редже (може бути представлена як функція кінематичних змінних Мандельштама, {\displaystyle s,t,u}). Кожній сім'ї резонансів, а також набору зв'язаних станів відповідає одна траєкторія Редже. Ідея Редже було успішно розвинуто в рамках фізики високих енергій.
Зокрема, при певних не дуже великих {\displaystyle t}, де {\displaystyle \alpha (t)} дійсна, цілочисельні значення {\displaystyle \alpha (t)} відповідають стабільним зв'язаним станам. При великих {\displaystyle t}, що перевищують границю суцільного спектру (кінетична енергія частинки додатня), функція {\displaystyle \alpha (t)} стає комплексною: {\displaystyle \alpha (t)={\text{Re }}\alpha (t)+i{\text{Im }}\alpha (t)}. Тоді дійсна частина продовжує визначати положення тепер вже резонансного рівня, а уявна частина пропорційна повній ширині рівня, тобто визначає час життя резонансу.
У теорії {\displaystyle S}-матриці немає рівняння Шредінгера, тож не можна отримати амплітуду розсіяння таким шляхом, як у квантовій механіці, звідки безпосередньо можна було б вивчати її аналітичні властивості. Отже, існування полюсів Редже насправді є припущенням, але це припущення дозволяє розв'язувати деякі проблеми теорії і, що найголовніше, підтверджується великою кількістю феноменологічних спостережень.
Якщо застосовувати ідею Редже до теорії релятивістської {\displaystyle S}-матриці, можна показати, зробивши ряд припущень, що релятивістську парціальну амплітуду {\displaystyle A_{\ell }(t)} можна аналітично продовжити до комплексних значень {\displaystyle \ell } і при тому єдиним способом. Отримана функція {\displaystyle A(\ell ,t)} має прості полюси (першопочаткове припущення) при {\displaystyle \ell =\alpha (t).} Кожен полюс дає внесок в амплітуду розсіяння, який асимптотично ({\displaystyle s\rightarrow \infty } при фіксованому {\displaystyle t}) поводиться як
{\displaystyle A(s,t)\sim _{s\rightarrow \infty }s^{\alpha (t)}.}
Тобто сингулярність, що має найбільшу дійсну частину (основна сингулярність) в {\displaystyle t}-каналі визначає асимптотичне поводження амплітуди розсіяння в {\displaystyle s}-каналі. Насправді, в теорії Редже, що застосовується в теорії {\displaystyle S}-матриці, вигляд сингулярностей складніший, аніж прості полюси (наприклад, наявність таких сингулярностей, як розрізи, які значно ускладнюють теорію Редже).

### Кросинг
Основним принципом кросингу є те, що з однієї і тієї ж функції {\displaystyle A(s,t)} аналітично продовженої в три фізичні області значень кінематичних змінних отримується амплітуда розсіяння для відповідної області, де {\displaystyle s,t,u} пов'язані як {\displaystyle s+t+u=\sum _{i=1}^{4}m_{i}^{2}.}Таке твердження виявляється правильним для діаграм Фейнмана, де, наприклад, для реакцій {\displaystyle e^{-}e^{-}\rightarrow e^{-}e^{-}} і {\displaystyle e^{+}e^{-}\rightarrow e^{+}e^{-}} для опису використовується одна і та ж діаграма Фейнмана. Кросингова симетрія є наслідком аналітичних властивостей амплітуди. Припустімо, що є процес
{\displaystyle a+b\rightarrow c+d,}амплітуду можна записати у вигляді {\displaystyle A_{a+b\rightarrow c+d}(s,t,u)}, лишаючи {\displaystyle u}  для симетрії, але пам'ятаючи, що вона не є незалежною змінною. Фізичною областю для вищенаписаного процесу є область, де {\displaystyle s>\max\{(m_{a}+m_{b})^{2},(m_{c}+m_{d})^{2}\}}. В загальному випадку основна частина фізичної області по {\displaystyle t} і {\displaystyle u} має обмеження {\displaystyle t,u<0}. Амплітуда може бути аналітично проджена в область {\displaystyle t>\max\{(m_{a}+m_{\bar {c}})^{2},(m_{\bar {b}}+m_{d})^{2}\}} і {\displaystyle s,u<0}, в такій області матимемо амплітуду для процесу в {\displaystyle t}-каналі{\displaystyle a+{\bar {c}}\rightarrow {\bar {b}}+d,}де {\displaystyle {\bar {c}}} і {\displaystyle {\bar {b}}} античастинки відповідно для {\displaystyle b} і {\displaystyle c}. Таким чином, для амплітуд існуватиме рівність
{\displaystyle A_{a+b\rightarrow c+d}(s,t,u)=A_{a+{\bar {c}}\rightarrow {\bar {b}}+d}(t,s,u).}

## Полюси Редже в квантовій механіці
У квантовій механіці теорія Редже застосовна тільки до певного класу потенціалів, до них є дві умови:
{\displaystyle r^{2}U(r)\rightarrow _{r\rightarrow 0}0;rU(r)\rightarrow _{r\rightarrow \infty }0.}Тоді парціальна амплітуда, продовжена в комплексну площину кутового моменту, запишеться так
{\displaystyle a(\ell ,k)={\frac {e^{i\pi \ell }g(\ell ,k)-g(\ell ,-k)}{2ikg(\ell ,-k)}},}
де {\displaystyle g(\ell ,k)} так звана функція Йоста. Важливий клас потенціалів, що мають вищезазначені властивості записується у вигляді узагальненого потенціалу Юкави
{\displaystyle U(r)=\int _{m}^{\infty }c(\mu )e^{-\mu r}d\mu .} Для {\displaystyle c(\mu )=C={\text{const}}} цей потенціал збігається з потенціалом Юкави в його початковій формі, яку використовував Юкава {\displaystyle U(r)=C{\frac {e^{-\mu r}}{r}}.} Амплітуда розсіяння в борнівському наближенні, що відповідає цьому потенціалу, має вигляд {\displaystyle f(q)\sim {\frac {1}{t-m^{2}}},}, в якій {\displaystyle t=-q^{2}=-({\textbf {k}}'-{\textbf {k}})^{2}} і яка подібна на амплітуду обміну скалярним мезоном. Таким чином, взаємодія при потенціалах юкавського типу має схожість із взаємодією в теорії {\displaystyle S}-матриці.
Функції Йоста мають такі аналітичні властивості : перше — для {\displaystyle {\text{Re }}{\textrm {}}\ell >-1/2} сингулярностями {\displaystyle a(\ell ,k)} як функції {\displaystyle \ell } є скінченна кількість простих полюсів, друге — амплітуда {\displaystyle a(\ell ,k)} прямує експоненціально до нуля при {\displaystyle |\ell |\rightarrow \infty }, коли {\displaystyle {\text{Re }}{\textrm {}}\ell >-1/{2}.}.
Таким чином, задовольняються всі умови щодо аналітичного продовження функції {\displaystyle a(\ell ,k)} , яку до того ж може бути продовжено єдиним способом. Далі можна отримати представлення Ватсона-Зомерфельда для {\displaystyle |{\cos \theta }|\rightarrow \infty } і фіксованої енергії {\displaystyle k}, амплітуда розсіяння поводиться як
{\displaystyle f(k,\theta ){\sim }_{|{\cos \theta }|\rightarrow \infty }-\beta (k){\frac {(-\cos \theta )^{\alpha (k)}}{\sin \pi \alpha (k)}},}де {\displaystyle \alpha (k)} — це домінантна траєкторія Редже, {\displaystyle \beta (k)} — лишок полюсу Редже, {\displaystyle \cos \theta =1+{\frac {2t}{s-4m^{2}}}.} Зрозуміло, що вираз {\displaystyle |{\cos \theta }|\rightarrow \infty } не має сенсу, а вивід має тільки демонстративне значення, але в релятивістській теорії ця умова може бути записана як {\displaystyle |t|\rightarrow \infty }, а вона вже має фізичний
зміст.
За наявності обмінної взаємодії у виразі для амплітуди з'являється множник {\displaystyle (-1)^{\ell }}. У цьому випадку умова можливості аналітичного продовження не задовольняється, оскільки при {\displaystyle |\ell |\rightarrow \infty } цей множник вносить розбіжність в амплітуду. В результаті теорема Карлсона не справджується, цю проблему можна зняти, якщо ввести ще одне додаткове квантове число — сигнатуру.
У квантовій механіці множник {\displaystyle (-1)^{\ell }} з'являється тільки в окремих випадках (наявності обмінних взаємодій), в той час як в релятивістській теорії він є наслідком кросингу і не може бути виключеним, тому врахування сигнатури в ній необхідне всюди.

## Полюси Редже в релятивістській квантовій теорії
Можна показати, що для парціальної амплітуди для випадку релятивистської квантової теорії можливе представлення Фруассара-Грибова, вводячи нове квантове число — сигнатуру, яка приймає два значення {\displaystyle \xi =\pm 1}, можна переписати амплітуду із визначеною сигнатурою, що має «гарну» поведінку при {\displaystyle \ell \rightarrow \infty }:
{\displaystyle A^{\xi }(z_{t},t)=-\sum _{i_{\xi }}\pi (2\alpha _{i_{\xi }}(s)+1)\beta _{i_{\xi }}(s){\frac {P_{\alpha _{i_{\xi }}}(-z_{t})}{\sin \pi \alpha _{i_{\xi }}}}-{\frac {1}{2i}}\int _{c-i\infty }^{c+i\infty }(2\ell +1)A^{\xi }(\ell ,s){\frac {P_{\ell }(-z_{t})}{\sin \pi \ell }}d\ell ,}
де сумування по полюсах із визначеною сигнатурою і {\displaystyle z_{t}\equiv \cos \theta _{t}=1+{\frac {2s}{t-4m^{2}}}.} Повна амплітуда тоді
{\displaystyle A(z_{t},t)=-\sum _{\xi =\pm 1}\sum _{i_{\xi }}{\frac {1+\xi e^{-i\pi \ell }}{2}}\pi (2\alpha _{i_{\xi }}(s)+1)\beta _{i_{\xi }}(s){\frac {P_{\alpha _{i_{\xi }}}(-z_{t})}{\sin \pi \alpha _{i_{\xi }}}}-{\frac {1}{2i}}\int _{c-i\infty }^{c+i\infty }{\frac {1+\xi e^{-i\pi \ell }}{2}}(2\ell +1)A^{\xi }(\ell ,s){\frac {P_{\ell }(-z_{t})}{\sin \pi \ell }}d\ell ,}
при великих значеннях {\displaystyle |z_{t}|}, враховуючи тільки крайній правий полюс, {\displaystyle A(s,t)\sim _{s\rightarrow \infty }-\beta (t){\frac {1+\xi e^{-i\pi \ell }}{\sin \pi \alpha (t)}}s^{\alpha (t)},} що збігається з основним виразом для полюсу домінантного вкладу в амплітуди розсіяння траєкторії Редже {\displaystyle \alpha (t)} , тільки додатково із сигнатурним множником {\displaystyle (1+\xi e^{-i\pi \ell })}.